# Reinhard Loske

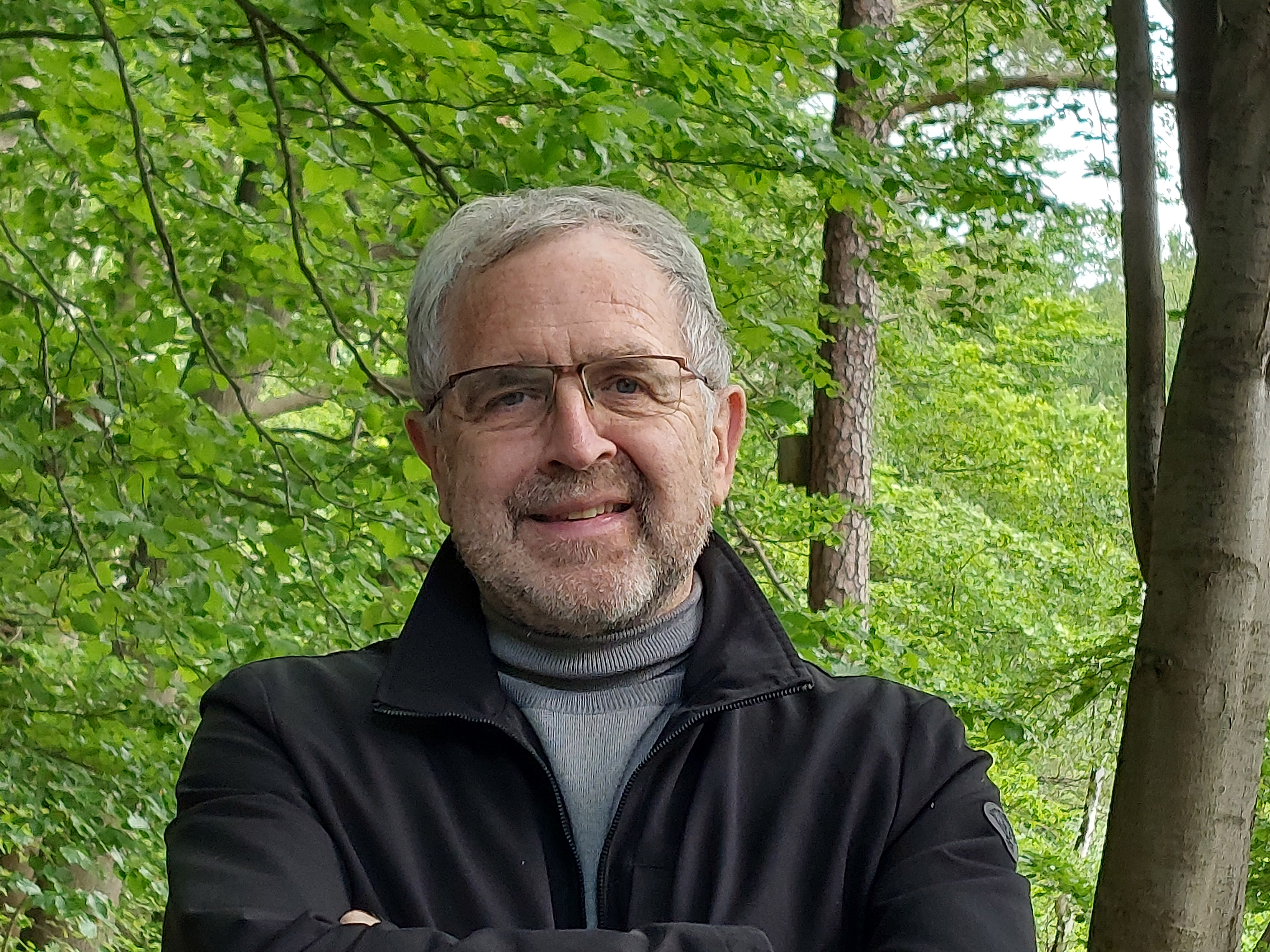
Reinhard Loske (2022)

Reinhard Loske (* 15. Februar 1959 in Lippstadt) ist ein deutscher Volkswirt, Politikwissenschaftler und Politiker (Bündnis 90/Die Grünen). Er ist Honorarprofessor an der Universität Witten/Herdecke.
Bekannt geworden ist Loske vor allem durch seine Forschungsarbeiten am Wuppertal Institut für Klima, Umwelt, Energie (1992–1998) und am Institut für ökologische Wirtschaftsforschung (1990–1991), vor allem durch die Bücher Zukunftsfähiges Deutschland (1996), Klimapolitik (1997) und Greening the North (1997). Außerdem arbeitete unter anderem am Intergovernmental Panel on Climate Change (IPCC) mit.

Er war Mitglied des Deutschen Bundestages für Bündnis 90/Die Grünen ab 1998. In 2007 ist er durch Verzicht aus dem Deutschen Bundestag ausgeschieden.
Von 2007 bis 2011 war er Senator für Umwelt, Bau, Verkehr und Europa der Freien Hansestadt Bremen. Von April 2013 bis März 2019 war er Professor für Politik, Nachhaltigkeit und Transformationsdynamik an der Universität Witten/Herdecke. Vom 1. April 2019 bis zum 30. September 2021 war Loske Präsident der Cusanus Hochschule in Bernkastel-Kues und dort Professor für Nachhaltigkeit und Gesellschaftsgestaltung. Heute wirkt er als interdisziplinär arbeitender Nachhaltigkeitswissenschaftler, Hochschullehrer und Autor.

## Biografie

### Ausbildung und Beruf
Loske absolvierte nach der Mittleren Reife 1975 zunächst eine kaufmännische Ausbildung. 1980 bestand er auf dem Zweiten Bildungsweg das Abitur und studierte anschließend Volkswirtschaftslehre und Politikwissenschaft in Paderborn, Nottingham und Bonn. In den 1970er und 1980er Jahren war er im ehrenamtlichen Naturschutz aktiv und gründete 1977 mit anderen die Arbeitsgemeinschaft Biologischer Umweltschutz im Kreis Soest e. V. Von 1977 bis 1984 untersuchte er den  Kreis Soest in Westfalen auf das Vorkommen von Amphibien und Reptilien. Die Ergebnisse der Forschungen von sich und weiteren Mitarbeitern veröffentlichte Loske mit Peter Rinsche 1985 im Buch Die Amphibien und Reptilien des Kreises Soest. 1986 beendete er sein Studium als Diplom-Volkswirt an der Universität Paderborn. Danach war er zunächst als wissenschaftlicher Mitarbeiter an der Universität Paderborn und anschließend von 1987 bis 1990 als Referent der Grünen-Bundestagsfraktion tätig, wo er unter anderem in der Enquete-Kommission Vorsorge zum Schutz der Erdatmosphäre mitarbeitete. Danach war er bis 1991 Projektleiter am Institut für ökologische Wirtschaftsforschung in Berlin und dann bis 1992 Sonderreferent im Ministerium für Wirtschaft, Mittelstand und Technologie des Landes Nordrhein-Westfalen. Von 1992 bis 1998 war er als Projektleiter für internationale Klimapolitik und als Leiter der Forschungsgruppe „Zukunftsfähiges Deutschland“ am Wuppertal Institut für Klima, Umwelt, Energie tätig. 1996 erfolgte seine Promotion zum Dr. rer. pol. an der Universität Kassel mit der Arbeit Klimapolitik im Spannungsfeld von Kurzzeitinteressen und Langzeiterfordernissen und 1999 seine Habilitation an der FU Berlin mit der Arbeit Nachhaltigkeit als Politik. Ab 1998 war er Lehrbeauftragter und seit November 1999 Privatdozent für Politikwissenschaften am Otto-Suhr-Institut der FU Berlin. 2024 erfolgte die Ernennung zum Honorarprofessor an der Universität Witten/Herdecke.
Wissenschaftlich stark geprägt wurde Loske durch seine Jahre am Wuppertal-Institut für Klima, Umwelt, Energie im Wissenschaftszentrum Nordrhein-Westfalen (1992–1998), wo er die Studiengruppe „Zukunftsfähiges Deutschland“ sowie diverse Forschungsprojekte zur nationalen und internationalen Klimapolitik leitete. In diese Zeit fallen auch Arbeits- und Forschungsaufenthalte in den USA, in China und im südlichen Afrika sowie die Mitarbeit im Intergovernmental Panel on Climate Change (IPCC). Mit seinen zahlreichen Veröffentlichungen und Vorträgen zur Nachhaltigkeit und zum Klimaschutz hat er die umweltpolitische Debatte in Deutschland stark mitgeprägt.
Nach seinem Wechsel in die Politik war er im Bundestag an diversen Gesetzgebungsverfahren der rot-grünen Koalition maßgeblich beteiligt, so am Gesetz über die ökologische Steuerreform, dem Gesetz zum Emissionshandel, dem Atomausstiegsgesetz, dem Gesetz zur Förderung der erneuerbaren Energien, dem Gesetz zur Hochwasservorsorge sowie der Novelle des Bundesnaturschutzgesetzes. Weitere Schwerpunkte seiner Arbeit waren die ökologische Neuausrichtung der staatlichen Hermes-Kreditbürgschaften, die Begrenzung der Biopatentierung und die Festlegung von Nachhaltigkeitskriterien für Biokraftstoffe. Er tritt für vom Wachstum entkoppeltes Wirtschaften ein.
Loske hat eine Tochter und zwei Söhne.

### Politik
Loske ist Mitglied bei Bündnis 90/Die Grünen. 1983 gründete er mit anderen den Ortsverband Geseke der Grünen, dessen Sprecher er bis 1984 war. Von 1989 bis 1990 gehörte er dem Grünen-Landesvorstand in Nordrhein-Westfalen an. Von 2000 bis 2010 war er Mitglied im Parteirat von Bündnis 90/Die Grünen.
Er war von 1984 bis 1989 Mitglied im Rat der Stadt Geseke und hier Fraktionssprecher der Fraktion „Die Grünen“.
Er war von 1998 bis 2007 Mitglied des Deutschen Bundestages. Hier war er seit Oktober 2002 Stellvertretender Vorsitzender der Bundestagsfraktion Bündnis 90/Die Grünen und gleichzeitig Koordinator des Fraktionsarbeitskreises Umwelt und Energie, Bauen und Verkehr, Verbraucherschutz und Agrar, Forschung und Technologie, Tourismus, Sport.
Im Juni 2007 wurde er von der bremischen Bürgerschaft zum Senator für Umwelt, Bau, Verkehr und Europa gewählt. Er gehörte dem Senat bis zum Juni 2011 an.
Als Senator für Umwelt, Bau, Verkehr und Europa setzte er auf eine ökologisch-soziale Politik. Ein in Bremen geplantes 900-MW-Kohlekraftwerk wurde verhindert und stattdessen auf den Ausbau erneuerbarer Energien, verbesserte Energieeffizienz und Energieeinsparung gesetzt, die geplante Bebauung der 250 Hektar großen und ökologisch wertvollen Osterholzer Feldmark wurde gestoppt und stattdessen die Innenentwicklung und Nachverdichtung der Stadt vorangetrieben, ein neues Leitbild der Stadtentwicklung wurde verabschiedet, die Autovorrangpolitik wurde beendet und die Umweltzone eingerichtet, die S-Bahn wurde eingeführt, als Bundesland führte Bremen ein allgemeines Tempolimit von 120 km/h auf Autobahnen ein, er setzte sich für die stärkere Berücksichtigung ökologischer Belange beim geplanten Ausbau der Weser durch die Bundeswasserstraßenverwaltung ein.
Zwischen 2007 und 2011 wurde die Freie Hansestadt Bremen in den Bereichen Energie, Verkehr und Entwicklungszusammenarbeit mehrfach ausgezeichnet, mit dem European Energy Award in Gold, dem Deutschen Fahrradpreis und dem Titel „Hauptstadt des fairen Handels“.

### Mitgliedschaften
Loske ist Mitglied im Vorstand des Instituts für ökologische Wirtschaftsforschung in Berlin (seit 2023) und der Right Livelihood Foundation in Stockholm (seit 2022), im Aufsichtsrat des Leibniz Zentrums für Marine Tropenforschung in Bremen (seit 2023) sowie im Beirat des Next Economy Labs in Bonn (seit 2020) und der Stiftung Zukunftsfähigkeit in Bonn (seit 2021). Er ist Senior Associate Fellow der Deutschen Gesellschaft für Auswärtige Politik in Berlin (seit 2014) und Mitglied bei ECOROPA, dem European Network for Ecological Reflection and Action (seit 1992).

## Veröffentlichungen (Auswahl)
- Ökonomie(n) mit Zukunft. Jenseits der Wachstumsillusion. Natur+Text, Rangsdorf 2023, ISBN 978-3-942062-58-9.
- Politik der Zukunftsfähigkeit. Konturen einer Nachhaltigkeitswende. S. Fischer Verlag, 2016, ISBN 978-3-596-03221-1, Auszeichnung als „Umweltbuch des Jahres 2016“
- The good Society without Growth. 2013 Basilisken-Presse, ISBN 978-3-941365-38-4.
- Wie weiter mit der Wachstumsfrage? Basilisken-Presse, 2012, ISBN 978-3-941365-21-6.
- Abschied vom Wachstumszwang. Konturen einer Politik der Mäßigung. 2010 2. Auflage. Basilisken-Presse, Rangsdorf bei Berlin, ISBN 978-3-941365-11-7.
- mit Roland Schaeffer (Hrsg.): Die Zukunft der Infrastrukturen. Intelligente Netzwerke für eine nachhaltige Entwicklung. (= Ökologie und Wirtschaftsforschung. Band 57). Mit einem Vorwort von Klaus Töpfer. Metropolis-Verlag, Marburg 2005, ISBN 3-89518-502-7.
- mit Hilary French, Paul Hawken, Hazel Henderson, Ashok Khosla, Wolfgang Sachs, Viviene Taylor u. a.: Fairness in a Fragile World. Memorandum for the World Summit on Sustainable Development. Heinrich-Böll-Foundation, Berlin 2002, DNB 968617859.
- mit Liesbeth Bakker und Gerhard Scherhorn: Wirtschaft ohne Wachstumsstreben – Chaos oder Chance? (= Studien und Berichte der Heinrich-Böll-Stiftung. Nr. 2). Berlin 1999, DNB 959697691.
- mit Wolfgang Sachs und Manfred Linz: Greening the North. A Post-Industrial Blueprint for Ecology and Equity. Zed Books, London 1998, ISBN 1-85649-508-6.
- mit W. Sachs und M. Linz: Futuro Sostenibile. Riconversione, Ecologica, Nord-Sud, Nuovo Stili di Vita. Editrice Missionaria Italiana, Bologna 1997, ISBN 88-307-0729-5.
- mit Edda Müller und Hermann E. Ott: Protecting the Earth. A New Start in German Climate Policy. Friedrich-Ebert-Foundation, Bonn 1997, ISBN 3-86077-697-5.
- mit Raimund Bleischwitz, Wolfgang Sachs, Manfred Linz u. a.: Zukunftsfähiges Deutschland. Ein Beitrag zu einer global nachhaltigen Entwicklung. Studie des Wuppertal Instituts im Auftrag von BUND und Misereor. Birkhäuser Verlag, Basel/Berlin/Boston 1996, ISBN 3-7643-5278-7.  (5. Auflage 1998)
- Klimapolitik: Im Spannungsfeld von Kurzzeitinteressen und Langzeiterfordernissen. Metropolis-Verlag, Marburg 1996, ISBN 3-89518-091-2. (2. Auflage 1997)
- mit Helge Ole Bergesen, Michael Grubb, Jean-Charles Hourcade, Jill Jäger, Alessandro Lanza, Liv Astrid Sverdrup und Angelica Tudini: Implementing the European CO2 Commitment: A Joint Policy Proposal. Royal Institute of International Affairs, London 1994, ISBN 0-905031-91-1.
- mit Jill Jäger: Options for the further Development of Commitments within the UN Framework Convention on Climate Change. (= Wuppertal Paper. 22). 1994, OCLC 76110874.
- Wege zur Klimastabilisierung. Atmosphärenschutz als Herausforderung an Wirtschaft, Politik und Gesellschaft. Heinrich-Böll-Stiftung, Köln 1991, ISBN 3-927760-08-0.
- mit Peter Rinsche: Die Amphibien und Reptilien des Kreises Soest. Arbeitsgemeinschaft Biologischer Umweltschutz im Kreis Soest, Soest 1985.

## Auszeichnungen
- 1982: Preis im Rahmen des Naturschutzwettbewerbs des Landes Nordrhein-Westfalen wegen „bedeutender Leistungen für den Naturschutz“
- 2004: Grünkohlkönig des Wirtschaftspolitischen Clubs Deutschlands[30]
- 2005: Herbert Gruhl-Preis der Herbert-Gruhl-Gesellschaft e. V. (2020 zurückgegeben)[31]
- 2008: Adam-Smith-Preis für marktwirtschaftliche Umweltpolitik des Forum Ökologisch-Soziale Marktwirtschaft (FÖS)[32]
- 2016: Auszeichnung des Buches „Politik der Zukunftsfähigkeit. Konturen einer Nachhaltigkeitswende“, S. Fischer, zum „Umweltbuch des Jahres 2016“ durch die Deutsche Umweltstiftung.[33]
- 2021: Aufnahme in die Hall of Fame der Universität Paderborn, Fakultät für Wirtschaftswissenschaften (Hall of Fame: Alumni-Erfolgsgeschichten der Fakultät für Wirtschaftswissenschaften an der Universität Paderborn)[34]
- 2023 Preis für innovative und herausragende Lehre der Universität Witten/Herdecke[35]
- 2024: Ernennung zum Honorarprofessor an der Universität Witten/Herdecke[36]
- 2024: Lehrpreis "Bildungsimpulse für nachhaltige Entwicklung" der Universität Witten/Herdecke[37]